# 古屋家
古屋家（ふるやけ）は、清和源氏の流れをくむ雨宮家の末裔。

## 概要
信州埴科の雨宮城主であった。
城主雨宮権左右衛門は、村上義清の家臣であった。
武田勢に攻め落とされ越後の長尾景虎の元に敗走した。
その後甲州一宮の末木、塩田、東原を領地として与えられ、武田の家臣となった。
甲州雨宮家初代である。
6代目に長篠の戦いにて戦死、跡目も天目山にて戦死、跡目は徳川家の旗本として現地の領主となる。
10代目が酒造業を興し民に下り、古屋権左右衛門と改姓する。
甲州古屋家の初代である。
その後19代にて、加納岩に第2酒造場を古屋為三が興した。
敗戦後、財閥解体・農地解放により一宮の領地が買収された。
直系古屋家は甲府市と山梨市いちふる酒造店に現存する。